# Новгородов, Алексей Викторович
Алексей Викторович Новгородов (12 апреля 1961 года, Люберцы — 26 мая 2022 года, Москва) — полковник полиции, кавалер четырёх орденов Мужества.

## Биография
Родился 12 апреля 1961 года в Подмосковье. С 1980 года на службе СССР и РФ.
Два года срочной службы в рядах Советской армии — воздушно-десантных войсках и двадцать лет службы в МВД — от слушателя Московской высшей школы милиции МВД СССР до руководителя подразделения центрального аппарата МВД России.
На службе прошёл все ступени оперативной работы. С 1986 года оперуполномоченный уголовного розыска отделения, ОВД, УВД Московской милиции, с 1995 года оперуполномоченным уголовного розыска в составе сводных групп МВД РФ выезжал в Северо-кавказский регион для ликвидации последствий Осетино-ингушского конфликта, принимал участие в наведении Конституционного порядка в Первой и Второй чеченских кампаний.
С 2000 года работал в структурах по борьбе с организованной преступностью. Старшим оперуполномоченным по особо важным делам Главного управления по борьбе с организованной преступностью МВД России принимал участие в освобождении заложников, уничтожении бандитов, получил ранение.
В 2003 году вернулся в Чечню начальником отдела по борьбе с организованной преступностью ВОГОиП МВД России.
С 2004 года в Департаменте по борьбе с организованной преступностью МВД России подразделении борьбы с коррупцией. С 2007 года и до ликвидации службы по борьбе с организованной преступностью — заместитель начальника отдела.
С 2009 года — начальник специального оперативного подразделения.
Награждён четырьмя орденами Мужества (1998, 2000, 2001, 2008), медалями, в том числе медалью ордена «За заслуги перед Отечеством» 2-й степени.
В 2010 году стал лауреатом премии Фемида.
В 2014 году стал лауреатом премии «За веру и верность» Фонда Андрея Первозванного и Центра славы России.
В 2016 году баллотировался в депутаты Государственной думы от партии «Родина» по 184-му (Новомосковскому) избирательному округу Тульской области. Набрал 2,85 % голосов.
Скончался 26 мая 2022 года после тяжёлой и продолжительной болезни на 62-м году жизни. Похоронен в Москве   на Хованском кладбище, западная территория 